# Julius Chan

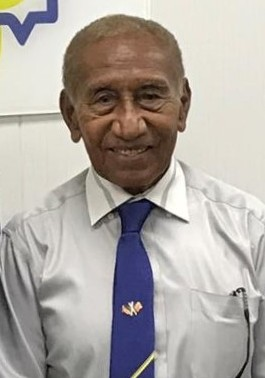
Julius Chan, 2021

Sir  Julius Chan, GCMG, KBE (chinesisch 陳仲民 / 陈仲民, Pinyin Chén Zhòngmín, Jyutping Can4 Zung6man4; * 29. August 1939 auf den Tanga-Inseln, New Ireland; † 30. Januar 2025 in Huris, New Ireland) war Premierminister von Papua-Neuguinea von 1980 bis 1982 und von 1994 bis 1997.

## Biografie
Chan war ein Sohn des chinesischen Geschäftsmanns Chin, Pak (陳柏,  Chén Bǎi) und der einheimischen Papua-Neuguineerin Miriam Tinkoris aus New Ireland. Chan war das fünfte Kind mit insgesamt sieben Geschwister. Chans Vorfahren väterlicherseits stammten aus Taishan in der südchinesischen Provinz Guangdong. Er wurde am Maristen-College Ashgrove in Australien erzogen und war erstmals in den 1960er Jahren politisch tätig. Er war dreimal stellvertretender Premierminister (1976, 1985, 1986), und zweimal Finanzminister (von 1972 bis 1977 und von 1992 bis 1994). 1976 war er Industrieminister und 1994 Außen- und Handelsminister. 1970 wurde Chan Vorsitzender der People’s Progress Party. Er wurde 1981 geadelt.
Sein Wahlkampf zur Wiederwahl als Premierminister im August 1994 hatte zwei Hauptthemen: Nationale Sicherheit und wirtschaftliche Entwicklung. 1997 löste die Chan-Regierung durch die Verpflichtung der britisch-südafrikanische Söldnertruppe Sandline International zur Niederschlagung des Bürgerkriegs auf der Insel Bougainville, die Sandline-Affäre aus, die von schweren Unruhen und einer zehntägigen Meuterei der unterbezahlten Armee begleitet wurde. Als Reaktion auf die Unruhen wurde am 25. März 1997 im Parlament ein Misstrauensantrag gegen Chan gestellt, der jedoch scheiterte. Dennoch trat er am nächsten Tag zurück.
Seit 2007 war er Gouverneur der Provinz New Ireland und unterstützte in dieser Position am 10. März 2010 einen Misstrauensantrag gegen den Parlamentssprecher Jeffrey Nape. (Stand 2021)
Julius Chan war seit 1966 mit Stella Chan verheiratet und sie haben gemeinsam vier Kinder. Sein Sohn Byron ist ebenfalls papua-neuguineischer Politiker.